# 51 Nemausa
51 Nemausa је астероид главног астероидног појаса. Приближан пречник астероида је 147,86 km,
а средња удаљеност астероида од Сунца износи 2,364 астрономских јединица (АЈ).
Инклинација (нагиб) орбите у односу на раван еклиптике је 9,978 степени, а орбитални период износи 1328,399 дана (3,636 године). Ексцентрицитет орбите астероида износи 0,067.
Апсолутна магнитуда астероида износи 7,35 а геометријски албедо 0,092.
Астероид је откривен 22. јануара 1858. године.